# Javier Yacuzzi
Javier Orlando Yacuzzi (San Nicolás de los Arroyos, 15 de agosto de 1979 — Santiago de Querétaro, 29 de maio de 2023) foi um futebolista argentino que atuava como lateral-esquerdo ou meio-campista. Fez parte do elenco do Arsenal de Sarandí campeão da Copa Sul-Americana de 2007, o primeiro título internacional da história do clube.

## Carreira
Yacuzzi se profissionalizou apenas aos 21 anos, defendendo o Platense na Primera B Nacional de 2001–02, atuando em 12 jogos e marcando um gol. Atuou também por Tigre, Gimnasia de Concepción del Uruguay e Tiro Federal, onde ajudou este último a subir para a primeira divisão argentina em 2005, ano em que assinou com o Arsenal de Sarandí.
Pela equipe azul e vermelha, o lateral viveu seu auge na carreira ao conquistar o título da Copa Sul-Americana de 2007, quando El Viaducto superou o tradicional América do México pelo critério do gol fora de casa: o time argentino venceu o primeiro jogo por 3 a 2, em pleno estádio Azteca, e derrotado na volta por 2 a 1. Além de Yacuzzi, o Arsenal tinha entre os atletas campeões os atacantes José Luis Calderón e Papu Gómez (ainda em início de carreira), campeão mundial pela Argentina na Copa de 2022 e que teve passagem destacada no futebol italiano. O lateral marcou dois gols na campanha, ambos sobre outra equipe mexicana, o Chivas.
Em 2008, com Yacuzzi entre os titulares, o Arsenal conquistou a Copa Suruga Bank ao vencer o Gamba Osaka por 1 a 0. Depois de 5 temporadas, o lateral deixou El Viaducto em 2010, sendo contratado pelo Tijuana, jogando uma temporada antes de voltar ao seu país natal, atuando por Huracán, Rosario Central e Defensa y Justicia, onde encerrou a carreira profissional em 2016, mas voltaria a jogar no mesmo ano, desta vez pelo General Rojo UD, que disputava o extinto Torneo Federal B. Ele ainda jogaria mais dois anos por Matienzo de Villa Ramallo e Club Somisa, equipe amadora de sua cidade, pelo qual se aposentaria em definitivo em 2018.

## Após parar de jogar
Após encerrar a carreira como jogador, Yacu treinou as equipes reservas de Racing Club e Defensa y Justicia antes de trabalhar como auxiliar-técnico de Mauro Gerk, com quem atuara no Tijuana em 2010–11.

## Morte
Em 29 de maio de 2023, Yacuzzi faleceu após contrair histoplasmose, uma infecção causada por fungos - ele teria sido infectado enquanto ajudava na preparação do Querétaro para o torneio Clausura mexicano.

## Títulos
Arsenal de Sarandí
- Copa Sul-Americana: 2007
- Copa Suruga Bank: 2008

Tijuana
- Liga de Ascenso: Apertura 2010

Rosario Central
- Primera B Nacional: 2012–13

Tiro Federal
- Primera B Nacional: 2004–05